# Rothenfluh
Rothenfluh – gmina (niem. Einwohnergemeinde) w północnej Szwajcarii, w kantonie Bazylea-Okręg, w okręgu Sissach. 31 grudnia 2020 roku liczyła 783 mieszkańców. Przez gminę przebiega droga główna nr 309.

## Osoby

### urodzone w Rothenfluh
- Bruno Gerber, bobsleista